# 가사기정
가사기정(일본어: 笠置町)은 일본 교토부 소라쿠군의 정이다. 특산품은 표고버섯, 오이이다.

## 역사
- 1889년 4월 1일 - 소라쿠군 가사기촌이 탄생하였다.
- 1934년 1월 1일 - 정으로 승격하였다.

## 교통

### 철도
- 서일본 여객철도
  - 간사이 본선
    - (← 미나미야마시로촌 오카와라역) - 가사기역 - (기즈가와시 가모역 →)

### 도로
- 국도 제163호선 (일본)(일본어판)